# エヌ・デザイン
株式会社エヌ・デザイン（英: N-DESIGN Inc.）は、日本のVFX制作会社である。VFXスーパーバイザーの野崎宏二が代表取締役を務め、映画やテレビドラマ等におけるCG・VFX制作を行っている。また、CG制作専門学校である3DCGスクールAlchemyを運営している他、関連会社としてフィリピンにDawnPurple Inc.を設立している。

## 沿革
- 2001年5月：東京都杉並区荻窪に有限会社N-DESIGNとして設立。野崎宏二が代表取締役に就任[2]。
- 2004年2月：VFX制作で参加した映画『CASSHERN』が、第10回AMD Award '04(デジタルメディア協会主催)においてBest Visual Designer賞を受賞[3]。
- 2004年9月：杉並区内に有限会社Alchemyを設立[2]。
- 2006年8月：株式会社N-DESIGNに組織変更[2]。
- 2007年6月：事業拡大に伴いオフィスを杉並区内にて移転[2]。
- 2009年8月：藤田卓也が取締役に就任[2]。
- 2010年1月：VFX制作で参加した映画『GOEMON』が第4回アジア・フィルム・アワードにて最優秀視覚効果賞にノミネート[2][4]。
- 2011年7月：阪上和也が取締役に就任[2]。
- 2011年10月：デザイン部分室を開発[2]。
- 2012年3月：野崎宏二が一般社団法人VFX-JAPANの理事・監事に就任[2]。
- 2014年7月：フィリピンに関連会社DawnPurple Inc.を設立[2]。
- 2015年7月：移転に伴いデザイン部分室を閉鎖[2]。
- 2015年10月：事業拡大に伴いオフィスを現所在地の中野区本町に移転[2]。
- 2021年5月：創立20周年を迎える。

## 参加作品

### 映画
- 2002年
  - 恋に唄えば♪
- 2004年
  - CASSHERN
- 2005年
  - 鉄人28号
- 2006年
  - サイレン 〜FORBIDDEN SIREN〜
  - シムソンズ
- 2007年
  - キサラギ
  - 包帯クラブ
  - 自虐の詩
- 2008年
  - 銀幕版 スシ王子! 〜ニューヨークへ行く〜
  - 20世紀少年 第一章：終わりの始まり
- 2009年
  - 20世紀少年 第二章：最後の希望
  - GOEMON
  - 守護天使
  - 20世紀少年 最終章：ぼくらの旗
  - ブラック会社に勤めてるんだが、もう俺は限界かもしれない
- 2010年
  - 劇場版TRICK 霊能力者バトルロイヤル
  - さらば愛しの大統領
- 2011年
  - ランウェイ☆ビート
  - 劇場リミックス版 アップルシードXIII 〜預言〜
  - はやぶさ/HAYABUSA
- 2012年
  - 劇場版 SPEC〜天〜
  - エイトレンジャー
- 2013年
  - ストロベリーナイト
  - くちづけ
  - 謎解きはディナーのあとで(劇場版)
  - 劇場版 ATARU THE FIRST LOVE & THE LAST KILL
  - 劇場版 SPEC〜結〜 漸ノ篇/爻ノ篇
- 2014年
  - トリック劇場版 ラストステージ
  - 祖谷物語 おくのひと
  - エイトレンジャー2
  - 物置のピアノ
  - 想いのこし
- 2015年
  - 脳内ポイズンベリー
  - 天空の蜂
- 2016年
  - 僕だけがいない街
  - 真田十勇士

- 2017年
  - 亜人

- 2018年
  - 牙狼<GARO>神の牙-KAMINOKIBA
  - オズランド
  - 人魚の眠る家

- 2019年
  - Diner ダイナー
  - ひとよ

- 2020年
  - 仮面病棟
  - 劇場版 ひみつ×戦士 ファントミラージュ！〜映画になってちょーだいします〜
  - 望み
  - モンスターストライク THE MOVIE ルシファー 絶望の夜明け

- 2021年
  - ファーストラヴ
  - 妖怪大戦争 ガーディアンズ
  - 胸が鳴るのは君のせい
  - リョーマ！The Prince of Tennis 新生劇場版テニスの王子様
  - 土竜の唄 FINAL
  - 99.9-刑事専門弁護士- THE MOVIE
- 2022年
  - 死刑にいたる病

### テレビドラマ
- 2007年
  - スシ王子!
- 2010年
  - 最後の約束
  - TRICK 新作スペシャル2
  - 警部補 矢部謙三
  - SPEC〜警視庁公安部公安第五課 未詳事件特別対策係事件簿〜
  - ストロベリーナイト
- 2011年
  - ヤング ブラック・ジャック
- 2012年
  - ストロベリーナイト
  - 家族八景
  - もう誘拐なんてしない
  - ATARU
  - 相棒 season11
- 2013年
  - ATARUスペシャル 〜ニューヨークからの挑戦状!!〜
  - 家族ゲーム
  - 警部補 矢部謙三2
  - SPEC〜零〜
- 2014年
  - TRICK 新作スペシャル3
  - 福家警部補の挨拶
  - 星新一ミステリーSP
  - 最高のおもてなし
- 2015年
  - 牙狼 〜翔〜
  - 民王
  - エンジェル・ハート
  - 視覚探偵 日暮旅人
- 2017年
  - 絶狼＜ZERO＞-DRAGON BROOD-
  - アイドル×戦士 ミラクルちゅーんず！
  - 櫻子さんの足下には死体が埋まっている
  - フランケンシュタインの恋

- 2018年
  - 魔法×戦士 マジマジョピュアーズ！
  - 花のち晴れ〜花男 Nest Season〜
  - WOWOW 連続ドラマW 名刺ゲーム
  - あまんじゃく

- 2019年
  - 名探偵・明智小五郎
  - ひみつ×戦士 ファントミラージュ！
  - Heaven？〜ご苦楽レストラン〜

- 2020年
  - GARO -VERSUS ROAD-
  - ポリス×戦士 ラブパトリーナ！
  - タリオ 復習代行の2人
  - ノースライト

- 2021年
  - ガールガンレディ
  - リコカツ
  - ドラマプレミア23「シェフは名探偵」
  - 超速パラヒーロー ガンディーン
  - ウルトラマントリガー NEW GENERATION TIGA
- 2022年
  - 鎌倉殿の13人
  - ウルトラマントリガー エピソードZ

### VOD
- 2018年
  - SPECサーガ黎明篇「サトリの恋」

- 2019年
  - SPECサーガ完結篇「SICK'S 覇乃抄」～内閣情報調査室特務事項専従係事件簿～
  - SPECサーガ完結篇「SICK'S 厩乃抄」～内閣情報調査室特務事項専従係事件簿～

- 2021年
  - SPECサーガ黎明篇「Knockin’on 冷泉’s SPEC Door」〜絶対預言者 冷泉俊明が守りたかった幸福の欠片〜
  - 死神さん

### ゲーム内映像
- 2003年
  - サクラ大戦 〜熱き血潮に〜
- 2004年
  - NINJA GAIDEN
- 2005年
  - 天外魔境III NAMIDA
  - 煉獄
  - DEAD OR ALIVE 4
- 2010年
  - METROID Other M
- 2011年
  - ドラゴンボール レイジングブラスト2
- 2021年
  - PlayStation4/Xbox One/Stream 向けアクションRPG「NieR Replicant ver.1.22474487139...」15秒CM

### ミュージックビデオ
- 2001年
  - 宇多田ヒカル「traveling」
- 2002年
  - 宇多田ヒカル「SAKURAドロップス」
- 2005年
  - 大山百合香「海の青 空の青」
  - 宇多田ヒカル「You Make Me Want to Be a Man」(Utada名義)
  - 宇多田ヒカル「Passion」
- 2006年
  - 宇多田ヒカル「Keep Tryin'」

- 2019年
  - 神山羊「青い棘」

- 2020年
  - millennium parade「Fly with me」 VFX-JAPANアワード2021「CMプロモーションビデオ部門」最優秀賞受賞
  - Mr.Children「Documentary film」
  - King Gnu「泡」
- 2022年
  - King Gnu「カメレオン」

### OTHERS
- 2012年
  - 戸田恵子 Live Show 「Actress」-Route55-

- 2014年
  - PEGASUS - ショートムービー directed by kazuaki kiriya

- 2015年
  - ミニミニTVCM「MINIMINI MAN ~NEED HELP?~」

- 2019年
  - アニメ「モンスターストライク」ノア 方舟の救世主
  - アニメ「モンスターストライク」ルシファー ウェディングゲーム
- 2022年
  - TEAM NACS 25周年記念作品「LOOSER 2022」